# Stingray (avión)
El Stingray es una mezcla de zepelín y avión modelado, que tiene la forma de una mantarraya, que se orienta al principio de la ala voladora como el que se utiliza en el bombardero furtivo Northrop B-2 de los EE. UU.. Al mismo tiempo, el Stingray es el primer avión neumático del mundo. Fue desarrollado por Andreas Reinhard y su empresa suiza Prospective Concepts AG.

## Prototipo
El ala está hecha de tejido textil y recibe su perfil gracias a un ligero exceso de presión de aire en el ala. En el prototipo, el ala pesa sólo 80 kg, tiene un grosor de 2,20 m y una envergadura de 13 m. La longitud total del avión es de 9,40 m. Debajo del ala se encuentra una cabina con espacio para dos personas, el motor y los mandos. El peso del prototipo durante el despegue es de aproximadamente una tonelada. Completó entre 1995 y 2000 más de 300 vuelos. Durante esos vuelos el prototipo alcanzó una velocidad de 130 km/h y una altitud de 2.500 m. Luego permaneció en el aeródromo de St. Stephan, cerca de Lenk.

## Objetivo
Como objetivo se quiere planear un Stingray que pueda transportar hasta 14 personas. Al aire en el ala se mezcla luego helio. En lugar de despegar desde un aeródromo, el avión también puede despegar desde un punto muerto utilizando para ello un cilindro telescópico neumático, similar a una catapulta.